# 神啊！救救我吧！
《神啊！救救我吧！》（英語：Saved!）是2004年美国獨立讽刺黑色幽默电影，由布莱恩·丹纳利（Brian Dannelly）执导，吉娜·瑪隆、曼迪·穆尔、麥考利·克金、派翠克·福吉特、伊娃·阿穆里、馬丁·多諾萬和瑪麗-露易斯·帕克主演。剧情讲述了一所基督教高中的少女（瑪隆饰）与男友发生性关系，想要“治愈”他的同性戀倾向，结果她卻怀孕了，遭到同学们的排挤。影片在不列颠哥伦比亚省拍摄，于2004年5月28日在影院上映。《神啊！救救我吧！》被认为是一部慢热型作品，在透過米高梅平台上映后，国内票房超过900万美元。影评人对该片的评价褒贬不一，许多人认为该片融合了宗教讽刺和当代青春片的元素。

## 剧情
虔诚的福音派基督徒瑪莉·康明思正在巴爾的摩附近的白頭鷹基督中學读高三。她和朋友希拉蕊·費以及維若妮卡组成了一个名为“基督珍寶合唱團”的女子音乐组合。一天下午，瑪莉的男朋友迪恩·懷特寧在自家游泳池游泳时向她坦白，他怀疑自己是男同性戀。受到惊吓的瑪莉撞到了自己的头，她看到了耶稣告诉她要帮助迪恩的幻象。瑪莉相信耶稣会原谅她，于是向迪恩献出了自己的贞操，想要恢复他的异性恋。
迪恩的父母在他的卧室里发现了男男色情杂志，于是迪恩被送到基督教治疗中心“慈悲之家”。这个消息让瑪莉的朋友们感到震惊又厌恶，除了希拉蕊那尖酸刻薄的截瘫弟弟羅蘭德。瑪莉后来发现自己怀了迪恩的孩子。由于预产期在毕业之后，她选择向同学和母亲莉麗安隐瞒怀孕的消息，而莉麗安则暗中与学校校长史基普牧師约会。瑪莉觉得自己被耶稣抛弃了，同学们对迪恩性取向的反应也让她感到难过，她开始怀疑自己的信仰。恼羞成怒的希拉蕊将瑪莉赶出了基督珍寶，换上了不受欢迎的学生蒂雅。后来，希拉蕊、維若妮卡和蒂雅在街上“綁架”瑪莉，试图对她进行驅魔仪式。瑪莉奋起反抗，希拉蕊用圣经打了她。
圣诞节时，叛逆的犹太学生卡珊德拉是瑪莉的同学中唯一发现她怀孕的人。瑪莉结识了卡珊德拉和羅蘭德，两人现在正在约会，却遭到了其他同学的排挤。与此同时，史基普的儿子派屈克想要追求一直推託的瑪莉，这让希拉蕊非常懊恼。卡珊德拉和羅蘭德为了报复希拉蕊对他们的不断骚扰，将希拉蕊年幼時超重的照片上传到学校的电脑系统中。第二天，学校遭到了淫秽且瀆神的涂鸦破坏。史基普怀疑瑪莉、卡珊德拉和羅蘭德有问题，于是搜查了他们的储物柜，发现了希拉蕊栽贓的空喷漆罐，以及瑪莉孩子的超音波掃瞄圖，暴露了她怀孕的事实。
卡珊德拉被开除了，而瑪莉和羅蘭德则被禁止参加即将举行的畢業舞會。史基普威胁莉麗安，如果她不把瑪莉送到慈悲之家，他就结束与她的关系。与此同时，羅蘭德发现希拉蕊的信用卡账单上有购买喷漆的记录。有了这些证据，瑪莉、羅蘭德和卡珊德拉与派屈克一起闯入了舞会，而且派屈克邀瑪莉作舞伴。希拉蕊想要把他们赶出去，但羅蘭德拿着证据和她对质。蒂雅厌倦了希拉蕊的谎言和偽善，她发现了一张有希拉蕊签名的收据，于是也向史基普证明了她的罪行。
羞愧难当的希拉蕊冲出门外，而迪恩则带着男友米契和其他慈悲之家的住客来到了这里。瑪莉和派屈克在学校门厅迎接了他们，瑪莉向迪恩透露了自己怀孕的消息。史基普想要驱逐慈悲之家的住客，但他们拒绝离开。派屈克和瑪莉想要与史基普争吵，但他们的争吵被希拉蕊打断了，希拉蕊鲁莽地驾车穿过停车场，最终撞上了学校的耶稣像。瑪莉突然临产被送往医院，她流着泪对自己的行为表示忏悔，卡珊德拉安慰了她。
在医院里，瑪莉生下了一个女儿。史基普带着鲜花来到医院，猶豫着要不要进去看看。护士为大家拍照，这时瑪莉在画外音中解释说，她又相信上帝会爱并帮助那些爱并帮助那些需要帮助的人了。

## 演员
- 吉娜·瑪隆 饰 瑪莉·康明思，一个文静的女孩，为了帮助同性恋前男友迪恩，她将自己的贞操献给了他，却无意中怀孕了。
- 曼迪·穆尔 饰 希拉蕊·費，基督珍寶的领导人，起初是瑪莉最好的朋友。她是一个极其虔诚的保守派基督徒，但非常自以为是，盛气凌人，让其他人非常恼火。她勉为其难地照顾着残疾弟弟羅蘭德，对他严加管教。
- 麥考利·克金 饰 羅蘭德，希拉蕊·費尖酸刻薄的弟弟。他小时候从树上摔下来，导致截瘫。与姐姐不同，他并不认同基督教。
- 伊娃·阿穆里 饰 卡珊德拉·艾德斯汀，她是唯一一个在白頭鷹上学的犹太女孩。她天生叛逆，外表狡猾，但当她和瑪莉成为朋友后，她的真面目就显现出来了，她其实非常忠诚又坦诚。
- 派翠克·福吉特 饰 派屈克·惠勒，他是学校校长史基普牧师的儿子，也是瑪莉的恋爱对象。
- 伊莉莎白·泰伊 饰 維若妮卡；她被一对传教士从越南收养，是第三个基督珍寶成员。
- 查德·福斯特 饰 迪恩·懷特寧，瑪莉在影片开始时的男友。他向瑪莉承认自己是同性恋。
- 馬丁·多諾萬 饰  史基普·惠勒牧師，白頭鷹的校长。这位表面上虔诚的牧师与妻子长期分居，他努力保持 “年轻和冷静”。
- 希瑟·玛塔拉佐 饰 蒂雅；蒂雅一开始是个局外人，当瑪莉被赶出基督珍寶后，蒂雅取代了瑪莉的位置。
- 瑪麗-露易斯·帕克 饰 莉麗安·康明思，瑪莉的母亲，自瑪莉幼时便守寡。
- 凱特·圖爾頓 饰 米屈，慈悲之家的同性恋住客，后来成为迪恩的男朋友。
- 戴夫·羅辛，加拿大流行摇滚乐队“Hedley”的吉他手，作为乐队吉他手出现在舞会现场。